# تقدير النقاط الثلاث
يُعد أسلوب تقدير النقاط الثلاث من الأساليب المهمة المستخدمة في مجالات الإدارة ونظم المعلومات، حيث يهدف إلى بناء توزيع احتمالي تقريبي يمثل نتائج الأحداث المستقبلية استناداً إلى معلومات محدودة. وعلى الرغم من أن التوزيع الطبيعي قد يكون مناسباً في بعض الحالات، إلا أن هناك حالات أخرى قد تتطلب استخدام توزيعات مختلفة مثل التوزيع المثلثي، وذلك حسب طبيعة التطبيق المعني.
يعتمد هذا الأسلوب على إنتاج ثلاث قيم أساسية لكل توزيع مطلوب، وتستند هذه القيم إلى الخبرة السابقة أو التقديرات المبنية على أفضل التوقعات المتاحة. تتمثل هذه القيم في التقدير المتفائل
- (a) الذي يمثل أفضل النتائج المحتملة، والتقدير الأكثر احتمالاً
- (m) الذي يمثل النتيجة الأكثر ترجيحاً، والتقدير المتشائم
- (b) الذي يمثل أسوأ النتائج المحتملة.

تُدمج هذه القيم الثلاث لإنتاج إما توزيع احتمالي كامل - يمكن استخدامه لاحقاً مع توزيعات أخرى تم الحصول عليها بنفس الطريقة لمتغيرات مختلفة - أو لاستخراج المؤشرات الإحصائية الأساسية مثل المتوسط الحسابي والانحراف المعياري أو النسب المئوية للتوزيع. ومن الجدير بالذكر أن دقة النتائج المستخرجة لا يمكن أن تتجاوز الدقة المتأصلة في النقاط الثلاث الأولية، كما أن هناك مخاطر واضحة في استخدام شكل مفترض لتوزيع أساسي لا يستند إلى أساس متين.

## التقدير باستخدام تقنية النقاط الثلاث
يستند التقدير في هذا الأسلوب على افتراض أن البيانات تخضع لتوزيع بيرت (PERT)، مما يتيح إمكانية حساب عدة تقديرات. ويتم استخدام القيم الثلاث لحساب القيمة المتوقعة (E) والانحراف المعياري (SD) كمقدرات خطية، حيث يتم حسابهما وفقاً للمعادلات التالية:
E = (a + 4m + b) / 6
SD = (b − a) / 6
تمثل القيمة المتوقعة (E) متوسطاً مرجحاً يأخذ في الاعتبار كلاً من التقديرات المتفائلة والمتشائمة المقدمة. أما الانحراف المعياري (SD) فيقيس مدى التباين أو عدم اليقين في التقدير. وفي سياق تقنية تقييم ومراجعة البرامج (PERT)، يتم استخدام القيم الثلاث لتطبيق توزيع بيرت في عمليات محاكاة مونت كارلو.
كما يشيع استخدام التوزيع المثلثي في هذا المجال، والذي يختلف عن التوزيع المثلثي المزدوج بشكله المثلثي البسيط وخاصية عدم اشتراط تطابق المنوال مع الوسيط. وفي هذه الحالة، يتم حساب المتوسط (القيمة المتوقعة) وفقاً للمعادلة التالية:
القيمة المتوقعة E = (a + m + b) / 3
وتجدر الإشارة إلى أن بعض التطبيقات تستخدم التوزيع المثلثي مباشرة كتوزيع احتمالي تقديري، بدلاً من استخدامه لاشتقاق الإحصاءات التقديرية. ويعتبر هذا النهج مناسباً في الحالات التي تتطلب تقديراً مباشراً للاحتمالات دون الحاجة إلى حسابات إحصائية إضافية.

## إدارة المشاريع - تقدير الوقت والتكلفة
يعتمد تقدير المشروع على منهجية منظمة يقوم من خلالها مدير المشروع بتحليل وتقدير الوقت اللازم لإتمام المشروع بشكل دقيق وموثوق. تبدأ هذه العملية بتجزئة المشروع إلى مهام قابلة للقياس والتقدير وفقاً لهيكل تقسيم العمل، ثم يتم حساب القيمة المتوقعة والانحراف المعياري لكل مهمة على حدة.
يتم حساب القيمة المتوقعة الإجمالية للمشروع عن طريق جمع القيم المتوقعة لجميع المهام، وفقاً للمعادلة: E(مشروع) = مجموع E(مهمة)
أما الانحراف المعياري الإجمالي للمشروع فيتم حسابه باستخدام الجذر التربيعي لمجموع مربعات الانحرافات المعيارية للمهام، مع افتراض عدم وجود ارتباط بين تقديرات أوقات العمل المختلفة، وذلك وفقاً للمعادلة: SD(مشروع) = الجذر التربيعي لمجموع (SD(مهمة))²
وبناءً على هذه القيم، يمكن تحديد فترات الثقة لوقت إنجاز المشروع كما يلي:
- فترة ثقة 68%: القيمة المتوقعة ± انحراف معياري واحد
- فترة ثقة 90%: القيمة المتوقعة ± 1.645 انحراف معياري
- فترة ثقة 95%: القيمة المتوقعة ± 2 انحراف معياري
- فترة ثقة 99.7%: القيمة المتوقعة ± 3 انحراف معياري

تجدر الإشارة إلى أن نظم المعلومات تعتمد بشكل أساسي على فترة الثقة 95% لتقديرات المشروع والمهام. ومن المهم التنويه إلى أن هذه التقديرات تفترض أن البيانات المجمعة من كافة المهام تتبع التوزيع الطبيعي تقريباً (وفقاً لنظرية النزعة المركزية). وللحصول على تقديرات موثوقة، يُفضل أن يتكون المشروع من 20-30 مهمة على الأقل، مع ضرورة أن تكون تقديرات القيم المتوقعة للمهام الفردية غير متحيزة.